# レッタ・クラポ・スミス

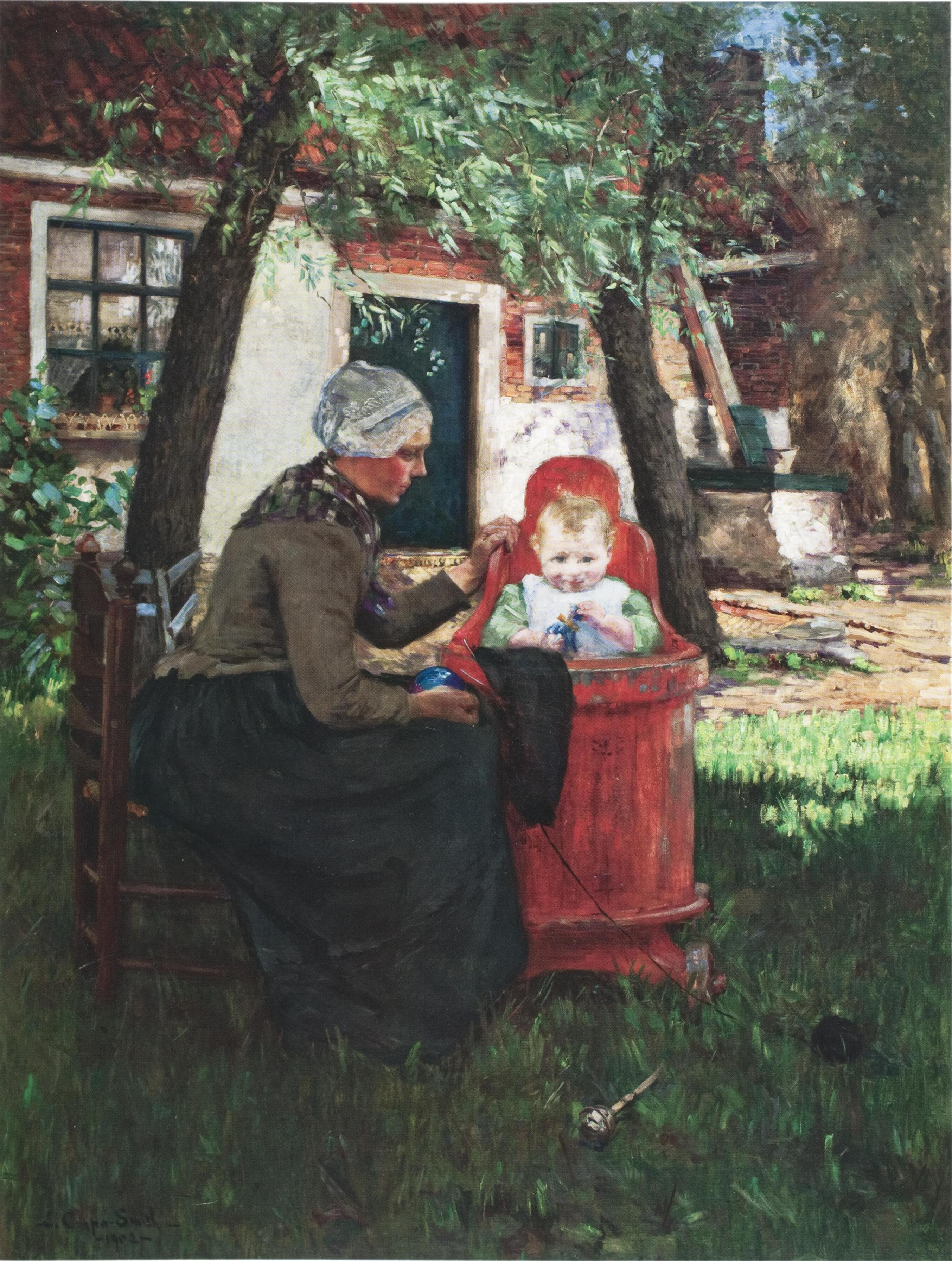
レッタ・クラポ・スミス作、「最初の誕生日」(1902)

レッタ・クラポ・スミス（Henrietta (Letta) Crapo Smith、1862年7月4日 - 1921年3月17日）は、アメリカ合衆国の画家である。ミシガン州知事を務めたヘンリー・H・クラポの孫娘で、デトロイトなどで活動した。

## 略歴
ミシガン州のフリントで名門の家に生まれた。父親は材木を扱う仕事で財を成していた人物で、母親は南北戦争時代にミシガン州知事を務めたヘンリー・H・クラポ(Henry H. Crapo)の娘で、母方のいとこにゼネラルモーターズの創業者になったウィリアム・C・デュラント(1861-1947)がいる。
父親が材木の出荷基地をデトロイトに作ったこともあり、家族でデトロイトに移った。メイフラワー号でアメリカに移住したウィリアム・ホワイト(William White)の末裔である母親と米国独立戦争当時の精神を継承しようとする女性団体「ドーターズ・オブ・アメリカン・リボリューション」(Daughters of the American Revolution)の会員となり、デトロイトの会員を母親が自宅に招いて、接待したり、慈善活動をしたり、海外を旅したことが、協会の出版物に報じられている。
1890年に絵を学ぶためにパリに旅した。当時、エコール・デ・ボザールは女性の入学を認めていなかったので、アカデミー・ジュリアンに入学し、ウィリアム・アドルフ・ブグローやトニ・ロベール＝フルーリーに学んだ。パリに滞在する間にパリのサロンに作品の出展が受理された。1893年のシカゴ万国博覧会の女性館の展覧会にも出展した。1901年と1902年の夏は、オランダのエグモント・アーン・デン・ゼーでジョージ・ヒッチコックが開いた夏期美術学校にも参加した。
デトロイトの両親の邸にスタジオを作り、デトロイト出身の画家ジュリアス・ロルショーヴェンにも学んだ。1910年にデトロイト美術館の展覧会に出展された作品は新聞で賞賛された。1907年にデトロイト女性美術家協会(Detroit Society of Women Painters)の会長に選ばれ、体調を崩して引退する1915年までその仕事を続けた。1914年に結核と診断されて、絵を描くのを止めなければならなかった。1921年にボストンで58歳で亡くなった。
代表作は オランダで学んでいた時代の作品である、「エグモンドの娘」と「最初の誕生日」である。「最初の誕生日」は、セントルイス万国博覧会の展覧会で銅メダルを獲得し、短期間ルーブル美術館に展示され、ペンシルベニア美術アカデミーやカーネギー美術館で開かれた国際展でも展示され、デトロイト美術館に長期貸与された。